# Биорадиолокация
Биорадиолокация — это технология дистанционного обнаружения и диагностики животных, в том числе за оптически непрозрачными препятствиями, основанная на модуляции радиолокационного сигнала колебательными движениями и перемещениями органов биологического объекта. В случае, если животное (человек) находится в относительно неподвижном состоянии, например, спит, сидит или стоит, зафиксировав позу, модуляция биорадиолокационного сигнала будет обусловлена сокращениями лёгких при дыхании (характерные частоты от 0,2 до 0,5 Гц), а также пульсациями сердца и крупных поверхностно залегающих артерий (характерные частоты от 0,7 до 1,5 Гц). При этом амплитуды перемещений поверхности тела животного (человека), обусловленные дыханием человека составляют около 1 см, для сердцебиения аналогичный параметр составляет 1 мм. Величины регистрируемых перемещений определяют использование  в биорадиолокаторах электромагнитных волн сверхвысокочастотного диапазона, а в качестве зондирующих могут использоваться как импульсные сигналы так и непрерывные с линейной или ступенчатой частотной модуляцией, а также монохроматические.
Основным достоинством технологии биорадиолокации, с точки зрения практических приложений трансгуманизма, является его бесконтактность при проведении инновационных исследований. Так, серийно выпускаемые на настоящий момент  биорадиолокаторы, предназначены для обнаружения животных (людей) и отслеживания их перемещений за строительными конструкциями (например, при проведении антитеррористических операций). Также доступны модели биорадиолокаторов, предназначенные для поиска под завалами, пострадавших в результате стихийных бедствий или техногенных катастроф. Однако на настоящий момент широкого применения биорадиолокаторы в этой сфере не получили, в силу физических ограничений метода, например, в случае его использования при зондировании за железобетонными конструкциями.
Перспективным представляется использование технологии биорадиолокации в различных медицинских приложениях: диагностике нарушений дыхания во сне; профессиональном отборе; зоофармакологии и зоопсихологии и др.